# Tegenaria domestica

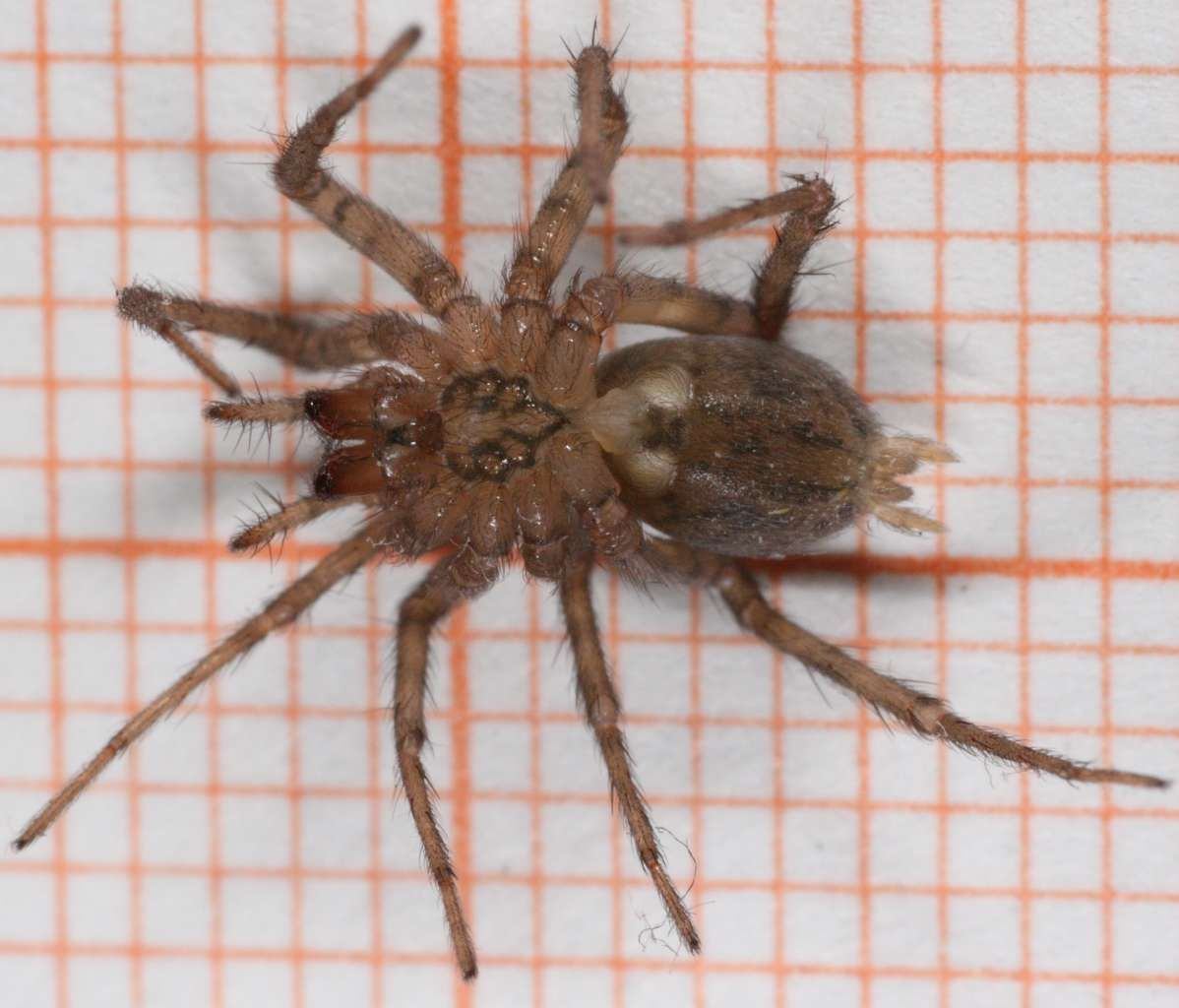
Mặt dưới với mụn cóc quay dài

Tegenaria domestica, được gọi là barn funnel weaver tại Bắc Mỹ và domestic house spider tại châu Âu, là một loài nhiện trong họ Agelenidae và là họ hàng gần của loài nhện Eratigena agrestis.
Tegenaria domestica phân bố rộng từ phía bắc ở Thụy Điển đến phía nam tận Hy Lạp ở châu Âu và từ phía bắc tận Maritime Canada đến phía nam Louisiana ở Bắc Mỹ. Một số sinh sống ở một số khu vực tây châu Á.
Tỷ lệ mình/chân loài này thường là 50-60%, thân con đực dài 7,5-11,5 mm và con cái có thân dài 6–9 mm.